# Barrowfield Park
Der Barrowfield Park war ein Fußballstadion im Stadtteil Bridgeton der schottischen Stadt Glasgow. Es war zwischen 1877 und 1898 die Heimspielstätte des Fußballclubs FC Clyde, als dieser in der Scottish Football League spielte. Auch der FC Eastern nutzte die Anlage in den 1870er Jahren.

## Geschichte
Für den im Jahr 1877 gegründeten FC Clyde war der Barrowfield Park die erste Heimspielstätte. Das Stadion befand sich am Ufer des Flusses Clyde, nachdem sich der Verein benannt hatte. In den 1870er Jahren teilte sich Clyde den Barrowfield Park mit dem FC Eastern der später in den Springfield Park zog. Um das Spielfeld herum befand sich eine Radrennbahn. Eine unüberdachte Sitzplatztribüne befand sich auf der Ostseite, und ein Pavillon in der südöstlichen Ecke, während sich am nördlichen und südlichen Ende des Spielfeldes Böschungen befanden.
Im April 1887 spielte Clyde im Barrowfield Park gegen den FC Dundee Harp, wobei 4000 Pfund in die Wohltätigkeitsorganisation „The Poor Childrens Dinner Table“ von Bruder Walfrid flossen. Im Mai trafen der FC Renton, Sieger des Glasgow Charity Cup und der schottische Pokalsieger Hibernian Edinburgh in Barrowfield aufeinander. Man spielte hierfür um den eigens dafür ausgerufenen East End Charity Cup. Im November 1887 gründete sich Celtic Glasgow, um Geldmittel für die Armen und Unterdrückten aus dem Glasgower East End, in dem hauptsächlich irische Einwanderer wohnten, zu steigern.
Clyde trat 1891 in die Scottish Football League ein, und das erste Ligaspiel im Barrowfield Park wurde am 15. August ausgetragen, als der Verein den FC Vale of Leven am ersten Spieltag der Saison 1891/92 mit 10:3 besiegte. Das Ergebnis blieb der Rekord-Heimsieg des Vereins in der Liga und war auch das erste Spiel in der Geschichte der SFL das zweistellig endete. Zwei Wochen später wurde der Besucherrekord in der Liga aufgestellt, als 10.000 Zuschauer eine 2:7-Niederlage gegen Celtic Glasgow sahen.
Als der Pachtvertrag des Vereins im Barrowfield Park auslief, zog der Verein 1898 in das Shawfield Stadium um. Dieses befindet sich auf der anderen Flussseite im gleichnamigen Stadtteil und blieb bis 1986 das Heimstadion von Clyde. Das letzte Ligaspiel im Barrowfield Park fand am 3. Januar 1898 statt, wobei Clyde mit 2:4 gegen Hibernian Edinburgh verlor. Das letzte Spiel überhaupt war ein Freundschaftsspiel gegen den AFC Sunderland am 30. April 1898 das 3:3 endete.
Auf dem Gelände wurden später Häuser und eine Schule errichtet. Außerdem befand sich für einige Jahre das Trainingszentrum von Celtic Glasgow an dieser Stelle, bevor der Verein in das Lennoxtown Training Centre ging.